# Smilax herbacea
Espèce
Classification phylogénétique
Smilax herbacea est une espèce de plantes de la famille des Smilacaceae.

## Description

### Appareil végétatif

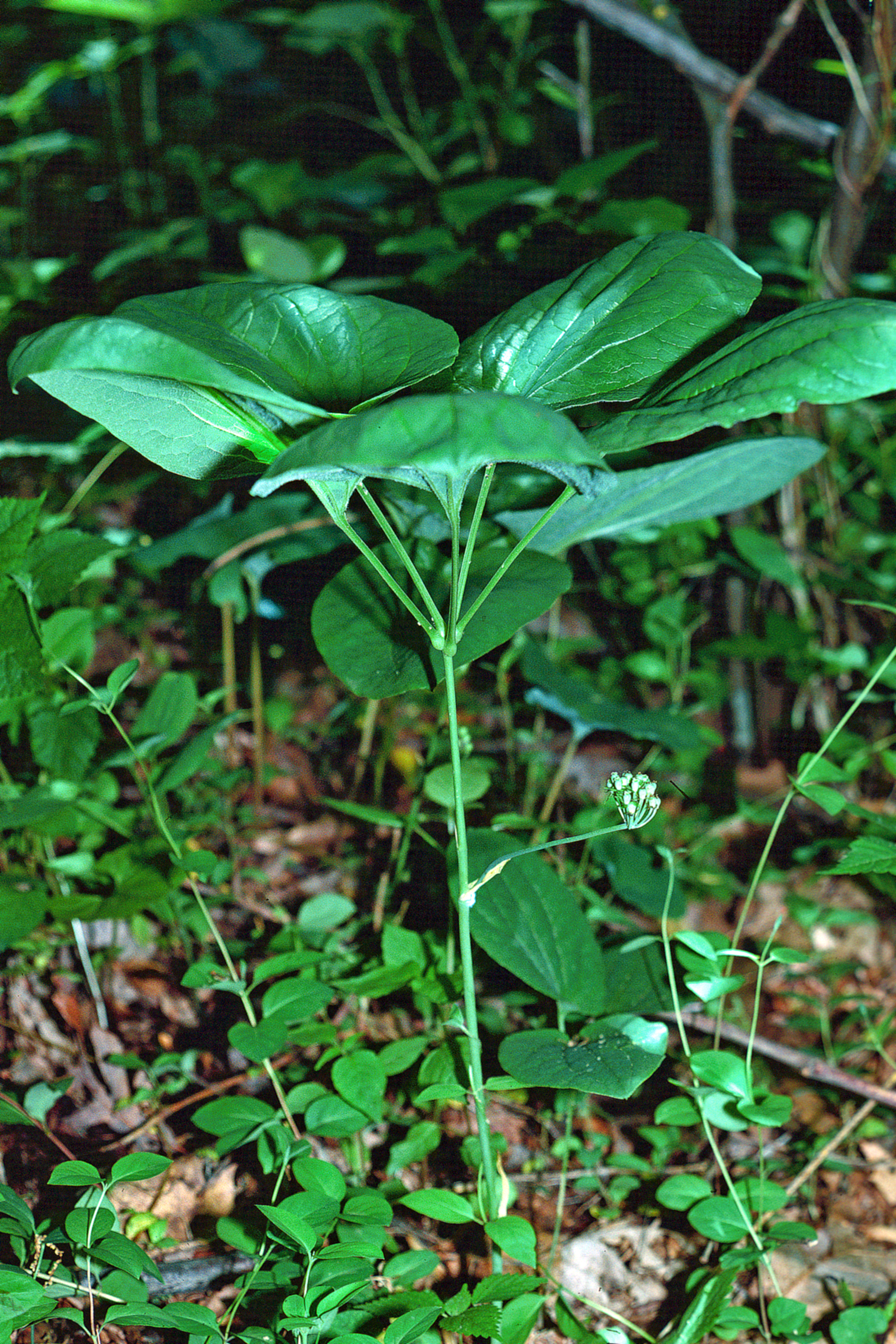
Tige avec feuilles.
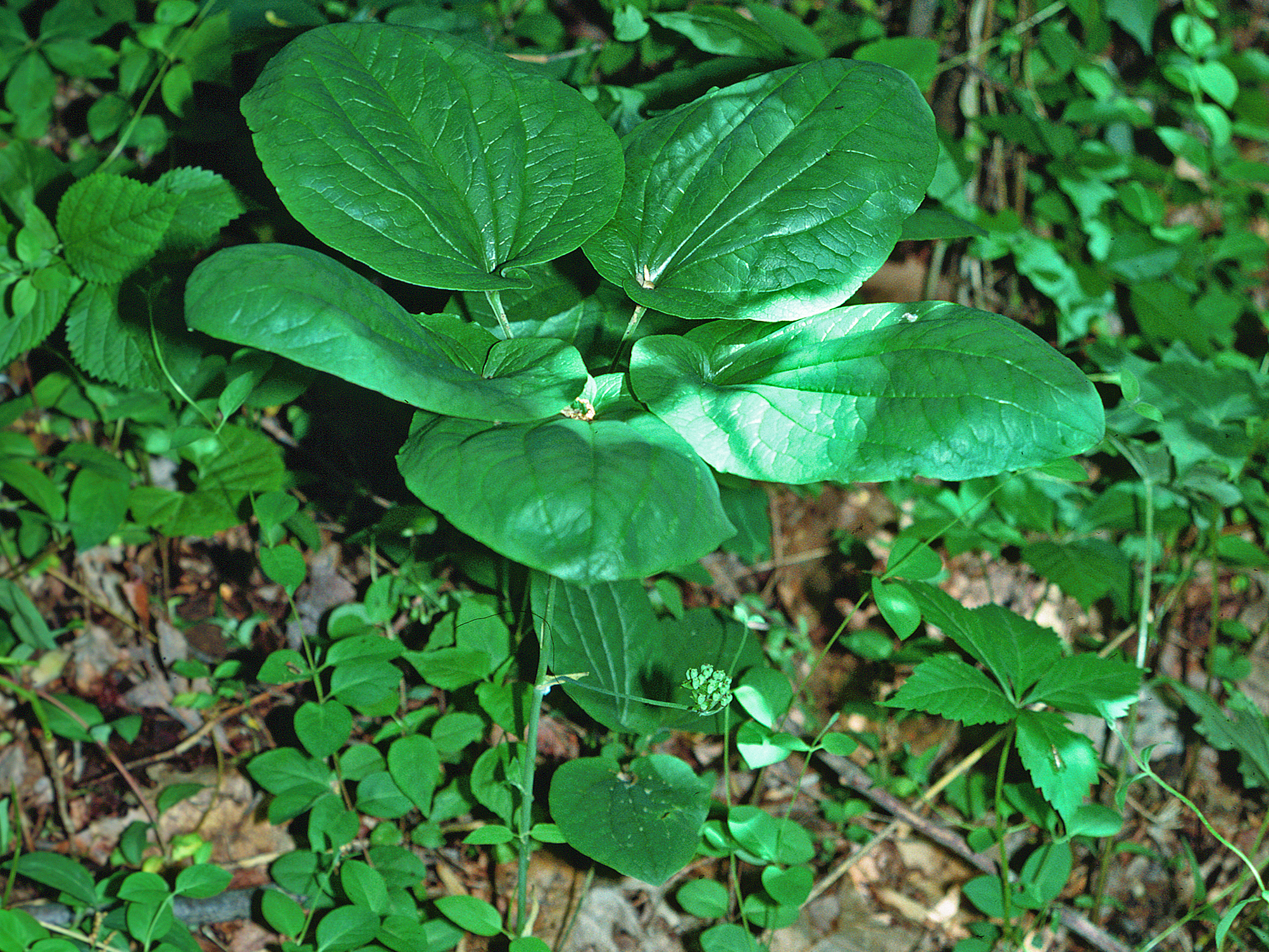
Feuilles.

Smilax herbacea est une plante herbacée grimpante qui peut atteindre 1 à 5 m de haut. Les feuilles altenes et pétiolées, sont longues de 4 à 12 cm puis ovées ou arrondies.

### Appareil reproducteur

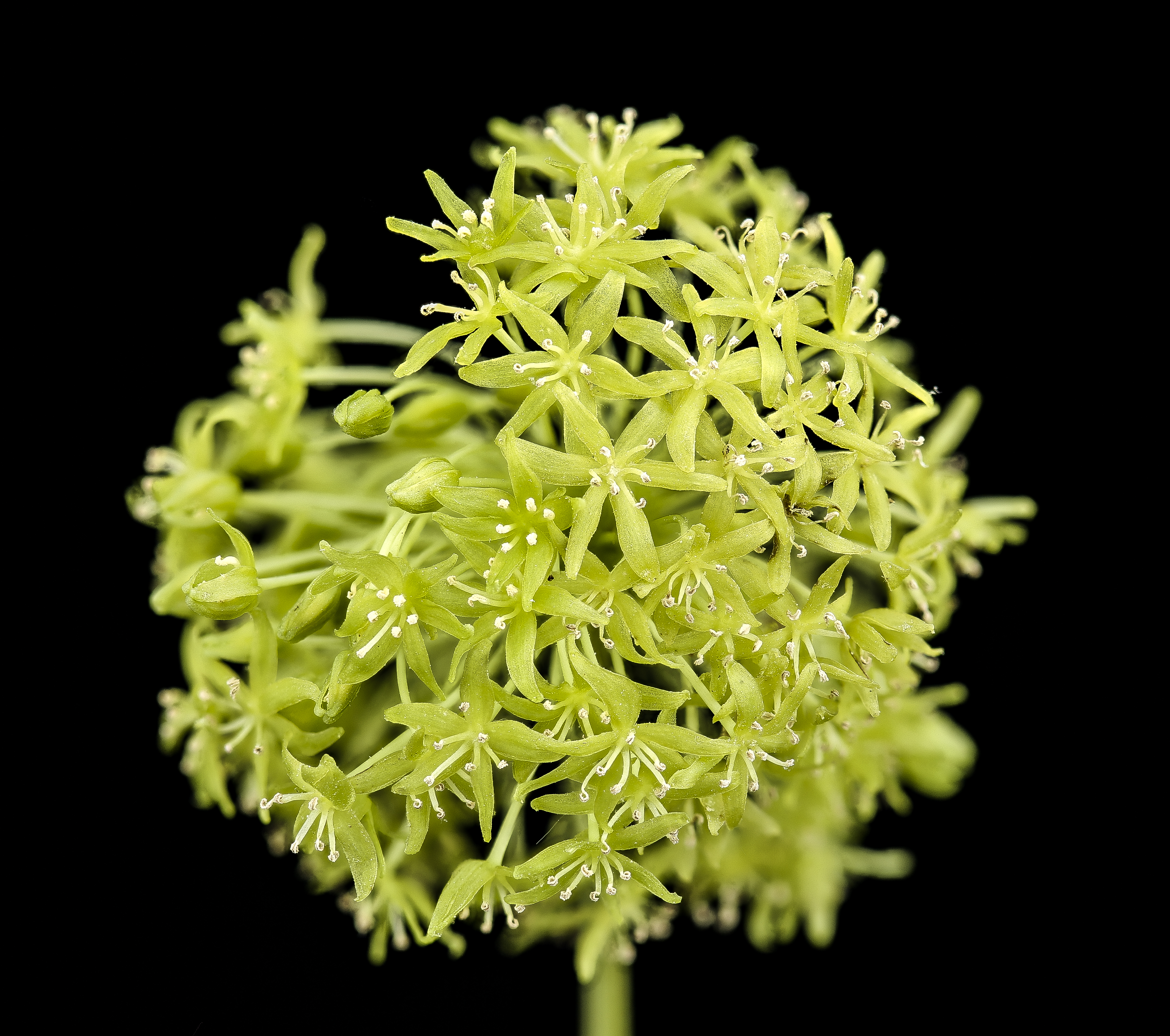
Inflorescence.
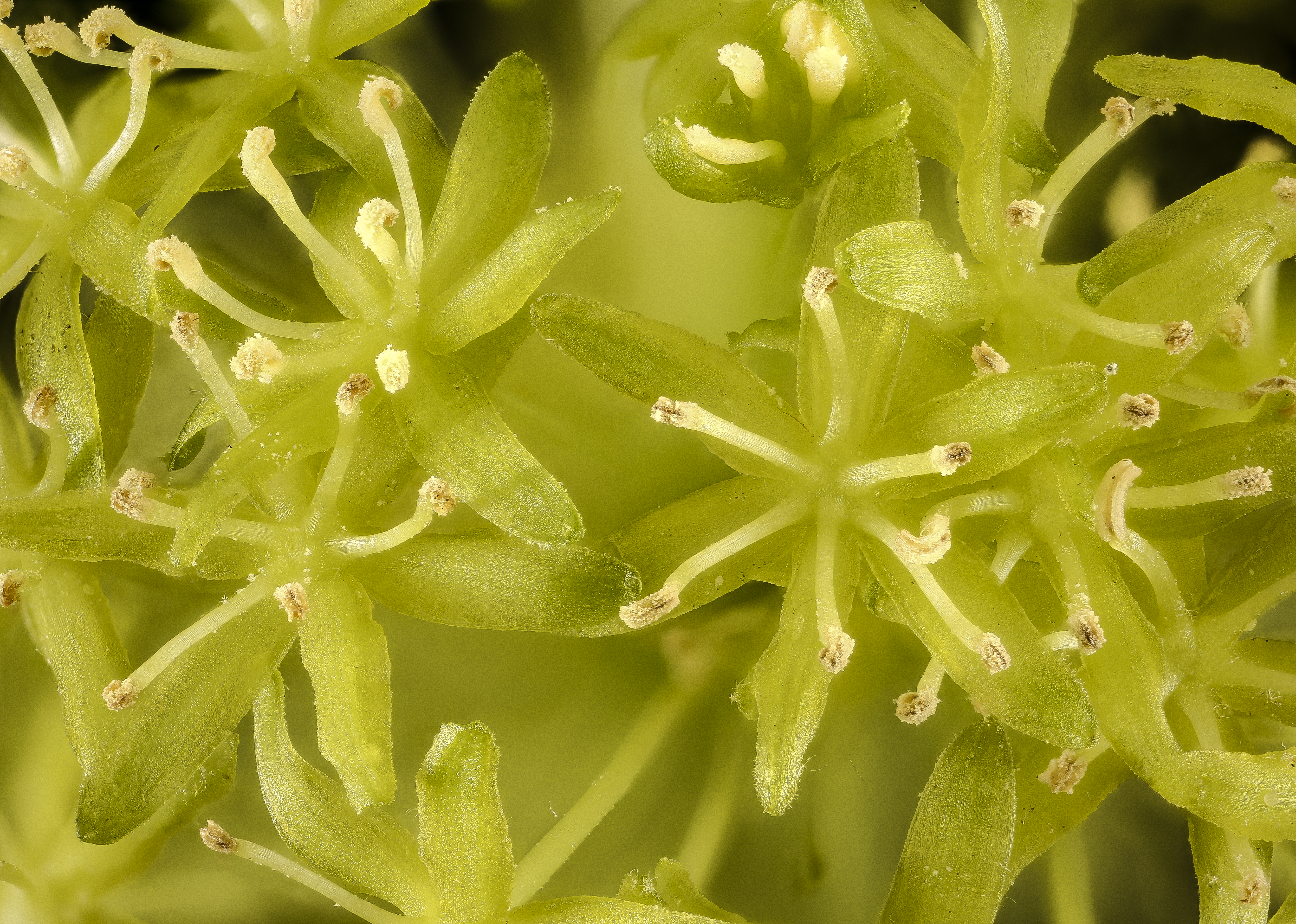
Fleurs

Smilax herbacea est considéré comme une plante dioïque : elle comporte des individus mâles-stériles et des individus hermaphrodites. Le fruit est une baie d'un bleu noir mesurant 6 à 8 mm de diamètre.

## Utilisation alimentaire
On mange les jeunes pousses au Japon.